# Beffchen

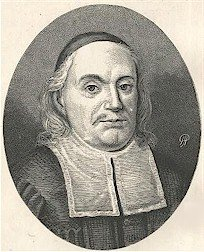
Paul Gerhardt mit einer frühen Form des Beffchens

Das Beffchen (lat. biffa „Halsbinde“, veraltet Bäffchen) ist ein seit dem 17. Jahrhundert am Halsausschnitt getragenes, 10–15 cm langes, rechteckiges, weißes Leinenstück.

## Geschichte
Das Beffchen ist ein Rest des früher unter dem sogenannten „Mühlsteinkragen“ getragenen kleineren Kragens. Ab 1680 gehörte eine Halsbinde mit zwei auf die Brust herunterhängenden, nur wenige Zentimeter breiten Leinenstreifen zur bürgerlichen Tracht der Männer, dem Jabot vergleichbar, und war nicht die Amtstracht des lutherischen Pfarrers im Gottesdienst. Erst im 19. Jahrhundert wurde durch die Anordnung König Friedrich Wilhelms III. das Beffchen mit schwarzem Talar zum liturgischen Kleidungsstück im evangelischen Gottesdienst. In einigen ehemaligen Hansestädten (Hamburg, Lübeck, Greifswald, Stralsund, Bergen auf Rügen) sowie in Augsburg wird anstelle des Beffchens eine Halskrause zum Talar getragen.
Bis ins 19. Jahrhundert waren bei bestimmten Trachten von römisch-katholischen und altkatholischen Klerikern farbige Beffchen (schwarz, violett) verbreitet. So findet sich in der Tracht der französischen Abbés des 18. Jahrhunderts zu dem schwarzen oder dunkelvioletten Talar oder Herrenrock (Justaucorps) ein weiß umrandetes Beffchen. Bis heute ist der schwarze Talar mit weißem Beffchen Ordenstracht der Brüder der christlichen Schulen.

## Evangelische Amtstracht
In der Amtstracht der evangelischen Geistlichen im deutschen Sprachraum hat sich das weiße Beffchen bis heute erhalten. Hier ist es festes Zubehör des Talars und hat in der öffentlichen Wahrnehmung die Funktion eines Erkennungsmerkmals.

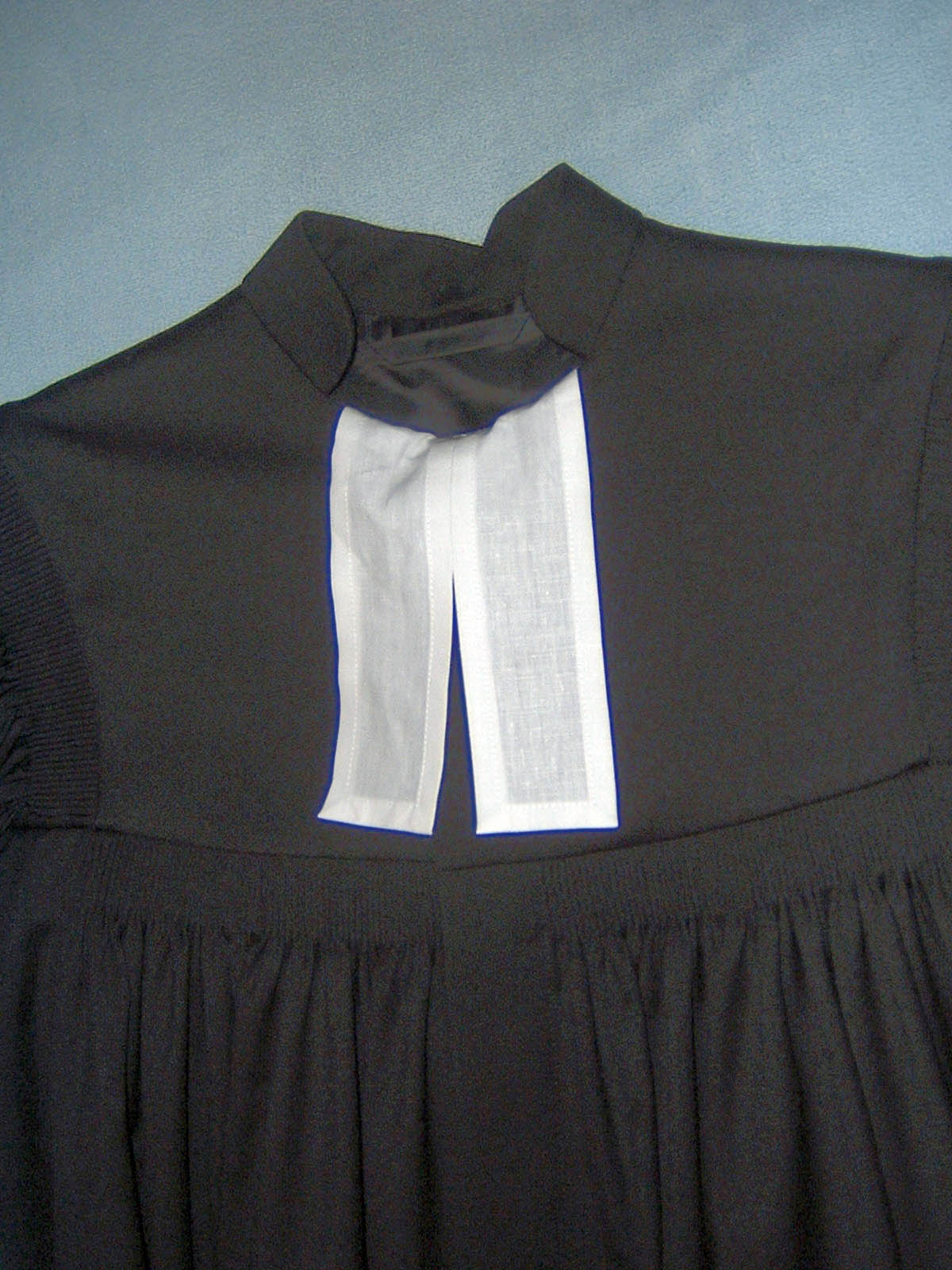
Beffchen (uniert)

Das Beffchen besteht aus zwei Streifen weißen Stoffes, die je nach Konfession des Pfarrers auseinandergehen oder zusammengenäht sind: Während bei Pfarrern lutherischer Konfession die Streifen etwa im Winkel von 30° auseinandergehen, sind sie bei deutschen Reformierten fest miteinander verbunden, bei Schweizer Reformierten allerdings wie bei den deutschen Lutheranern getrennt. Neben diesen beiden gibt es eine dritte Form, bei der die Streifen in der oberen Hälfte fest miteinander verbunden sind, in der unteren jedoch nicht. Diese Form tragen Geistliche der evangelischen unierten Kirchen, die sich sowohl dem lutherischen als auch dem reformierten Bekenntnis verbunden fühlen. Eine Sonderform des unierten Beffchens findet sich in der Evangelischen Landeskirche in Baden. Hier sind die beiden Streifen unverbunden, aber leicht überlappend angeordnet, so dass es sich beim Tragen etwa in der Mitte aufspaltet. In der Selbständigen Evangelisch-Lutherischen Kirche ist allein das Tragen des lutherischen Beffchens von den kirchlichen Ordnungen gedeckt.
Beffchen werden meist schmucklos, zum Teil aber auch aufwändig mit Hohlsaum oder Stickereien gestaltet und mit Symbolen verziert. Es gibt Beffchen zum Zubinden und zum Anknöpfen; oft werden sie auch einfach nur in den Kragen des Talars gesteckt. Welches Beffchen der Pfarrer benutzt, bleibt ihm – im Rahmen der jeweiligen landeskirchlichen Kleiderordnungen – überlassen.
Ursprünglich war das Beffchen zum Schutz des Talares vor dem Bart des Geistlichen gedacht. Diese Schutzfunktion wird zwar häufig nicht mehr benötigt, dennoch gehört das Beffchen weiterhin zur Amtstracht. Nach der Einführung der Frauenordination steht es den Pfarrerinnen in einigen Landeskirchen frei, ob sie ein Beffchen tragen wollen oder nicht. Entscheiden sie sich gegen das Tragen des Beffchens, tragen sie in der Regel einen über den Talar geschlagenen weißen Kragen.
Dem Beffchen ähneln die Jabots, die von den Richtern des Bundesverfassungsgerichts getragen werden.

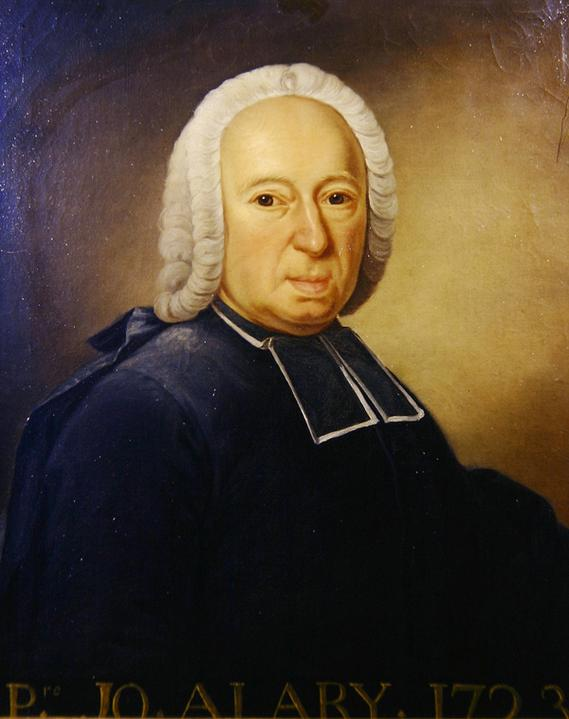
Pierre-Joseph Alary. Gemälde von Claude Pougin de Saint-Aubin (1730–1783) – Archives de l’Académie Française
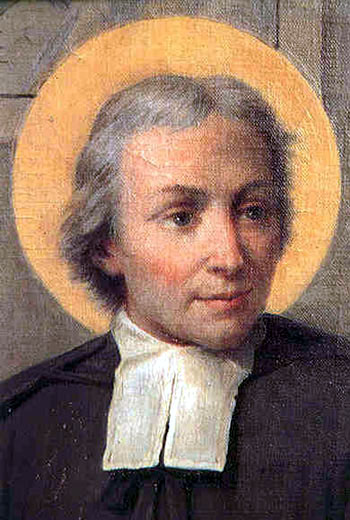
Jean Baptiste de La Salle (vor 1700)
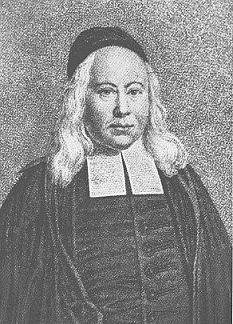
August Hermann Francke (um 1700)
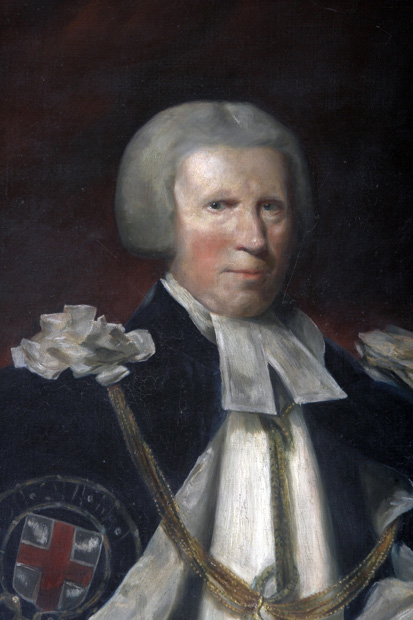
George Pretyman Tomline, anglikanischer Bischof (um 1800; im Ornat des Hosenbandordens)
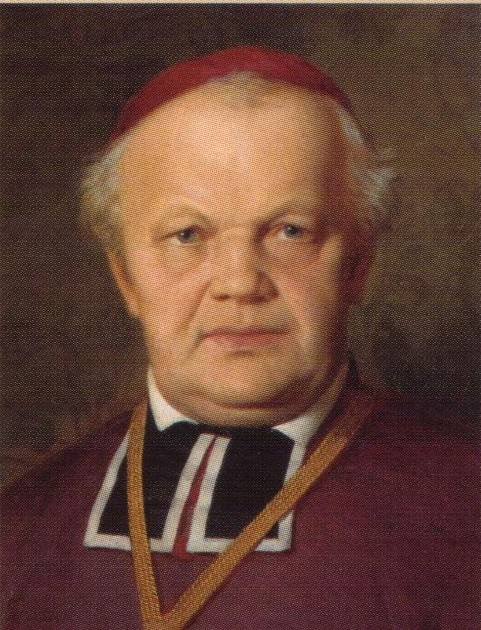
Eduard Jakob Wedekin, katholischer Bischof von Hildesheim (um 1860)
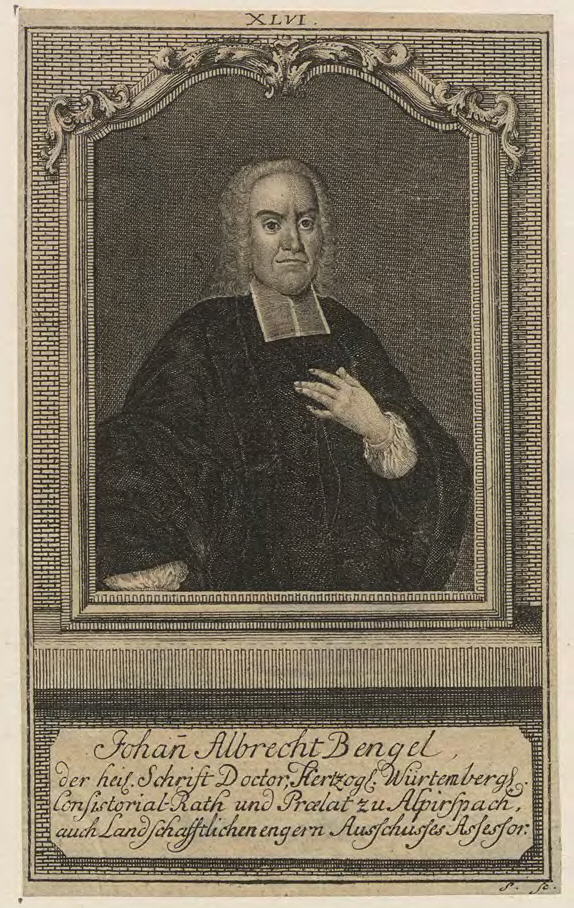
Johann Albrecht Bengel
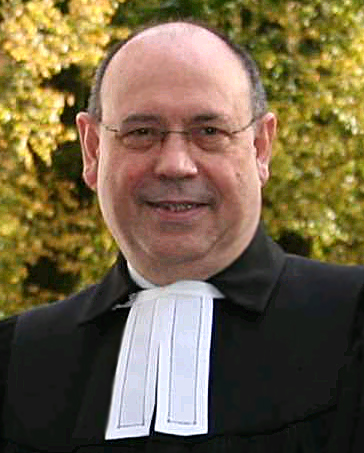
Nikolaus Schneider (* 1947)